# Улица Николаева (Москва)
У́лица Никола́ева — улица в центре Москвы на Пресне между Краснопресненской набережной и Рочдельской улицей.

## Происхождение названия
Названа в 1957 году в честь участника революций 1905 и 1917 годов Михаила Степановича Николаева (1878—1956). Рабочий завода «Динамо». Член ВКП(б) с 1903 года. Во время Декабрьского вооруженного восстания 1905 года был начальником боевой дружины фабрики Шмита на Пресне. В 1934 году ему было присвоено звание Героя Труда.

## Описание
Улица Николаева начинается от Краснопресненской набережной и проходит на север параллельно Глубокому переулку до Рочдельской улицы.

## Здания и сооружения
По нечётной стороне:
- № 1
- № 3 — Текстильпромстрой, Управление-2;
- № 5 — школа № 87 (с углублённым изучением экономики);

По чётной стороне:
- № 4 — жилой дом построен в начале 1950-х годов по проекту архитектора И. И. Ловейко. Первоначально предполагалось, что дом станет частью огромного жилого комплекса, который должен был занять бо́льшую часть территории, на которой стоит современный Дом Правительства Российской Федерации[1].